# 76 Leonis
76 Leonis är en orange jätte i stjärnbilden Lejonet.
76 Leonis har visuell magnitud +5,90 och är knappt synlig för blotta ögat vid god seeing. Den befinner sig på ett avstånd av ungefär 295 ljusår.